# Limerick FC
El Limerick Football Club és un club de futbol irlandès de la ciutat de Limerick.

## Història
El Limerick nasqué el 1937 amb el nom de Limerick FC. Els seus primers colors van ser els de l'Stoke City, vermell i blanc a franges verticals i pantalons blancs. El 1943 adoptà els colors blau i blanc, tradicionals del club. L'any 1979 el club esdevingué Limerick United FC i el 1983 Limerick City FC. El City adoptà els colors groc canari i verd per a la samarreta, amb pantalons verds. L'any 1992 tornà al seu nom original, Limerick FC, i als colors blau i blanc. El desembre del 2006 li fou revocada la licència de la lliga irlandesa i el club desaparegué. En el seu lloc fou creat un nou club, el Limerick 37, que el 2009 adoptà novament el nom Limerick FC.

## Palmarès
- Lliga irlandesa de futbol: 2
  - 1959/60, 1979/80
- Copa irlandesa de futbol: 2
  - 1971, 1982
- Copa de la Lliga irlandesa de futbol: 3
  - 1976/77, 1992/93, 2001/02
- League of Ireland Shield: 2
  - 1953/54, 1983/84
- First Division: 1
  - 1991/92
- Dublín City Cup: 2
  - 1958/59, 1969/70
- Munster Senior Cup: 7
  - 1938, 1949, 1954, 1959, 1963, 1977, 1995

## Entrenadors destacats
- Ewan Fenton
- Sam Allardyce

## Jugadors destacats
- Al Finucane
- Ken DeMange
- Alfie Hale
- Des Kennedy
- John McGrath
- Tony Ward
- Davy Walsh
- Sam Allardyce
- Johnny Matthews
- Ewan Fenton